# Предложение руки и сердца
Предложе́ние руки́ и се́рдца — событие, когда один человек обычно в сокровенном разговоре просит другого о заключении между ними брачного союза и создании семьи.
Если предложение принято, это знаменует собой начало обручения. Часто предложение руки и сердца сопровождается особым ритуалом, иногда с вручением обручального кольца и формализованной просьбой ответа на вопрос: «Ты выйдешь за меня?». В западной культуре предложение традиционно делает мужчина своей подруге, а не наоборот. Часто он делает это стоя на одном колене перед ней.
Предложению руки и сердца обычно предшествует период ухаживания, продолжительность которого по всему миру значительно варьируется.
Во многих западных культурах существуют особые традиции, когда женщина может сделать предложение мужчине. В Соединенном Королевстве и Ирландии женщина может сделать предложение своему партнеру 29 февраля в високосный год, и он не может отказать. Будучи монархом, королева Соединенного Королевства Виктория сама сделала предложение принцу Альберту Саксен-Кобург-Готскому. Аналогичный обычай существует в Финляндии, с дополнением, что мужчина, отклонивший такое предложение, обязан в качестве компенсации купить своей поклоннице ткань, достаточную для юбки. Встречаются такие случаи и поныне, хотя довольно редко.
Во многих культурах есть такая традиция, что жених должен просить у отца невесты разрешения, прежде чем предлагать ей руку и сердце.
Общим для многих культур во всём мире является приурочение предложения к особым случаям или другим праздничным событиям.